# Socorroön
Socorroön (spanska Isla Socorro) är den största ön i ögruppen Revillagigedoöarna i östra Stilla havet som tillhör Mexiko. Hela ögruppen tillhör kommunen Manzanillo i delstaten Colima. Ön är av vulkaniskt ursprung och har en area på 131 kvadratkilometer. Socorroön är tillsammans med de övriga Revillagigedoöarna ett biosfärområde under namnet "Archipiélago de Revillagigedo" sedan 1994.
Socorroön ligger cirka 400 kilometer nordväst om land. Den högsta höjden är vulkanen Cerro Evermann på cirka 1 130 m ö.h.
Ön har ingen bofast befolkning förutom cirka 250 militärpersonal på en förläggning vid Cabo Regla på öns södra udde. Hela ögruppen ingår i Manzanillos kommun i delstaten Colima men förvaltas direkt av staten då den numera är ett naturreservat.

## Historia
Socorroön upptäcktes den 21 december 1533 av den spanske kaptenen Hernando de Grijalva på fartyget "San Loranzo" och namngavs först "Isla Santo Tomás". 1541 utförde spanjoren Domingo del Castillo den första kartläggningen och 1608 besöktes ön i jakten på guldfyndigheter av Martín Yañez de Armida som då gav den sitt nuvarande namn. Därefter besöktes ön av en rad upptäcktsresande bland andra Alexander von Humboldt 1811 och den amerikanske ornitologen Andrew Jackson Grayson 1865.
Den 25 juli 1861 under president Benito Juárez införlivades hela ögruppen i delstaten Colima och 1957 upprättade den mexikanska flottan en bas på ön. Öns vulkan har haft en rad utbrott i modern tid och senaste utbrott skedde 1994.